# 平乐园站
平乐园站是一个位于中国北京市朝阳区劲松街道与南磨房地区交界西大望路、南磨房路交叉口，属于北京地铁14号线的地铁车站。通过车站的线路已于2015年底通车，但由于施工进度较慢，平乐园站并未同期开通，列车通过不停车，直至2017年12月30日启用。

## 位置
平乐园站位于东三环外，南磨房路（东西向）与西大望路（南北向）交汇处北侧，呈南北向布置。

## 结构

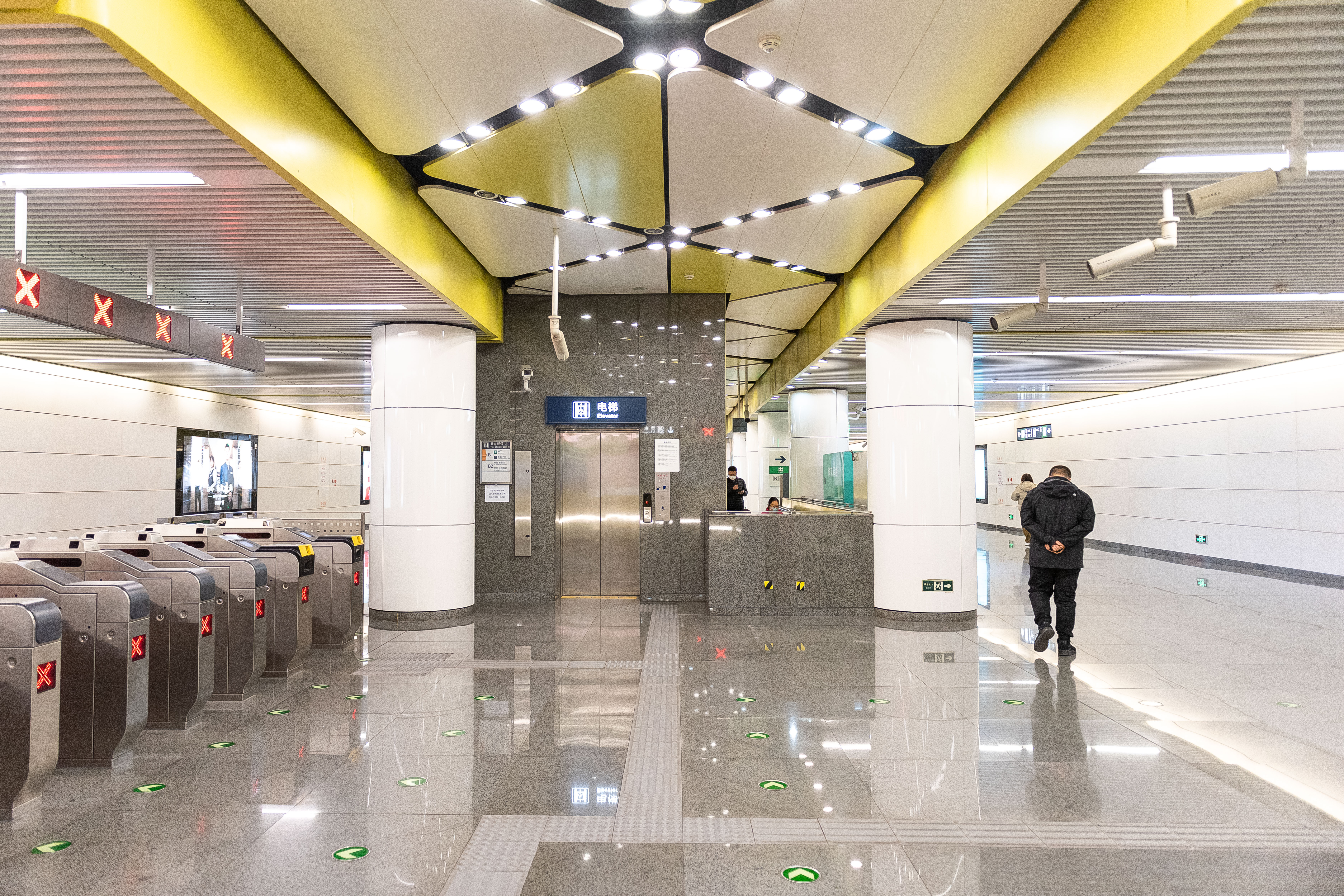
站厅

平乐园站为地下三层三跨车站，岛式站台设计，站台宽度12米。主体建筑面积12713.8平方米。
| 地面层          | 出入口                     | B-D出入口                        |
| 地下一层 站厅层 | 站厅                       | 客务中心、自动售票机、进出站闸机 |
| 地下二层 站台层 |                            | █ 14号线往张郭庄（北工大西门）   |
| 地下二层 站台层 | 岛式站台，左側開门         |                                  |
| 地下二层 站台层 | █ 14号线往善各庄（九龙山） |                                  |

## 出入口
|                       |                            |                  |      |                      |
| 编号                  | 指示                       | 建议前往的目的地 | 照片 | 无障碍设施出入口图片 |
| 出口 · B · 升降机标志 | 西大望路（东侧）           | 大郊亭中街       |      |                      |
| 出口 · C              | 西大望路，南磨房路         |                  |      | 不適用               |
| 出口 · D              | 西大望路（西侧），南磨房路 |                  |      | 不適用               |
| 註： 設有             |                            |                  |      |                      |